# Reserva de biosfera de Belezma
La reserva de biosfera de Belezma se encuentra en Argelia. Constituye un mosaico de bosques, monte bajo, prados, acantilados y cursos de agua y engloba también sitios históricos y arqueológicos, grutas y tumbas.
La reserva contiene 5.315 hectáreas de bosques de cedro del Atlas que representan casi un tercio de la totalidad de los bosques de cedro de Argelia, una especie endémica del norte de África (Argelia y Marruecos) que está protegida en Argelia. Estos árboles, varias veces centenarios, son emblemáticos de la región del Orés. La población total de la reserva es de 3.500 habitantes, que, además de actividades agrícolas como la ganadería y el cultivo de cereales, ejercen oficios comerciales y artesanales.